# يان باول فان هيك
يان باول فان هيك (بالهولندية: Jan Paul van Hecke)‏ هو لاعب كرة قدم هولندي في مركز الدفاع، ولد في 8 يونيو 2000 في Arnemuiden ‏ في هولندا.

## وصلات خارجية
- يان باول فـان هيك على موقع الاتحاد الأوربي (الإنجليزية)
- يان باول فـان هيك على موقع قاعدة بيانات كرة القدم.إي يو (الإنجليزية)
- يان باول فـان هيك على موقع Soccerbase.com (لاعب) (الإنجليزية)
- يان باول فـان هيك على موقع Soccerway.com (الإنجليزية)
- يان باول فـان هيك على موقع عالم كرة القدم.نت (الإنجليزية)